# Аббатини, Гвидо Убальдо
Гвидо Убальдо Аббатини (итал. Guido Ubaldo Abbatini; 1600 год, Читта-ди-Кастелло — сентябрь 1656 года, Рим) — итальянский живописец и мозаичист римской школы барокко.
Обучался в римской школе кавалера д’Арпино. Сблизился с Бернини; благодаря его влиянию получил вместе с Романелли заказ написать для Ватикана сюжеты из жизни маркграфини Матильды; эта работа принесла ему известность.
Умер во время эпидемии в Риме в сентябре 1656 г.

## Творчество
- «Благовещение» для церкви монастыря монахинь св. Клары;
- «Мадонна во славе» в церкви Сант-Агостино;
- «Вознесение на небо Богоматери»;
- «Св. Дух между ангелами» на своде устроенной кардиналом капеллы св. Терезы в церкви Делла-Витториа (по поручению кардинала Федерико Корнаро);
- много работ для частных лиц.

Как мозаичист был известен работами в соборе Святого Петра по рисункам да Кортона в капеллах св. причастия.
В церкви Сан-Никола в Скеджино, в провинции Перуджа, Гвидо Аббатини расписывает алтарь «Madonna in gloria e santi», датированный 1644 годом. Он также был автором рисунков, на которых были нарисованы гравюры, например, те, которые украшают первую страницу книги «Aedes Barberinae» в Квириналем в Comite Hieronymo Tetio Descriptae , изданной Джироламо Тети в 1647 году. В Умбрии в 1654 году пишет ряд фресок по заказу кардинала Фаусто Поли для церкви из Сан-Фортунато, недалеко от города Каша. Прославился также искусством писания кьяроскуро (резкое противопоставление света и тени); его лучшее произведение в этом роде — на своде церкви св. Духа — исторические сюжеты, снизу кажущиеся барельефами.